# Eleccions comunals andorranes de 2015
Les eleccions comunals andorranes de 2015 se celebraren el 13 de desembre de 2015. En aquestes eleccions s'escull la composició dels Consells de Comú de les set parròquies d'Andorra. Després de les eleccions, els consellers comunals seran els qui s'encarregaran d'escollir el cònsol major i el cònsol menor de cada Comú, òrgan administratiu de cada parròquia.

## Sistema electoral
Els consells de comú han d'estar formats per un nombre parell de membres, sempre entre 10 i 16. El Consell de Comú de cada parròquia té la llibertat per escollir i modificar el nombre de consellers. Les persones que es vulguin presentar a les eleccions comunals han de perfeccionar una llista tancada que tingui almenys el mateix nombre de membres que escons a escollir. La candidatura ha de recollir avals d'un mínim del 0,5% del cens de la parròquia.
Cada elector només pot votar per una llista, sense alterar-ne ni l'ordre ni la composició.
La meitat dels escons queden assignats per al partit que hagi obtingut més vots als comicis. L'altra meitat dels escons es reparteix segons el mètode de les restes més altes aplicant el quocient de Hare, incloent-hi el partit més votat. En cas que hi hagi empat en les llistes més votades, la meitat dels escons es reparteixen igual entre les forces que hagin empatat. Si no fos possible una distribució exacta, l'escó o els escons sobrants han de ser acumulats al nombre de consellers a repartir proporcionalment.

## Resultats

### Total Principat d'Andorra
| Partit                      | Partit                                            | Vots   | %      | Escons |
| --------------------------- | ------------------------------------------------- | ------ | ------ | ------ |
|                             | Demòcrates per Andorra (DA)                       | 4.968  | 37,11% | 45     |
|                             | Liberals d'Andorra (LDA)                          | 3.498  | 26,13% | 10     |
|                             | Partit Socialdemòcrata (PS)                       | 2.022  | 15,10% | 5      |
|                             | Ciutadans Compromesos (CC)                        | 1.330  | 9,93%  | 11     |
|                             | Laurèdia en Comú                                  | 991    | 7,40%  | 9      |
|                             | Sentit Comú (Socialdemocràcia i Progrés) (SC+SDP) | 580    | 4,33%  | 0      |
|                             |                                                   |        |        |        |
| Vots nuls i en blanc        | Vots nuls i en blanc                              | 1.860  | 12,20% |        |
| Total                       | Total                                             | 15.249 | 100%   | 80     |
| Font: Resultats, Commission |                                                   |        |        |        |

### Canillo
| Partit                                  | Partit                                         | Vots | %      | Escons |
| --------------------------------------- | ---------------------------------------------- | ---- | ------ | ------ |
|                                         | Demòcrates per Andorra + Independents (DA+Ind) | 328  | 68,74% | 10     |
|                                         |                                                |      |        |        |
| Vots nuls i en blanc                    | Vots nuls i en blanc                           | 241  | 42,36% |        |
| Total                                   | Total                                          | 569  | 100%   | 10     |
| Font: http://www.eleccions.ad/escrutini |                                                |      |        |        |

### Encamp
| Partit                                  | Partit                                                | Vots  | %      | Escons |
| --------------------------------------- | ----------------------------------------------------- | ----- | ------ | ------ |
|                                         | Units per al Progrés + Demòcrates per Andorra (UP+DA) | 830   | 42,22% | 8      |
|                                         | Liberals d'Andorra + Independents (LDA+Ind)           | 632   | 32,15% | 2      |
|                                         | Partit Socialdemòcrata + Independents (PS+I)          | 504   | 25,64% | 2      |
|                                         |                                                       |       |        |        |
| Vots nuls i en blanc                    | Vots nuls i en blanc                                  | 167   | 8,69%  |        |
| Total                                   | Total                                                 | 2.153 | 100%   | 12     |
| Font: http://www.eleccions.ad/escrutini |                                                       |       |        |        |

### Ordino
| Partit                                  | Partit                                                   | Vots  | %      | Escons |
| --------------------------------------- | -------------------------------------------------------- | ----- | ------ | ------ |
|                                         | Acció Comunal d'Ordino + Demòcrates per Andorra (ACO+DA) | 640   | 58,66% | 8      |
|                                         | Liberals d'Andorra + Independents (LD'A+I)               | 451   | 41,34% | 2      |
|                                         |                                                          |       |        |        |
| Vots nuls i en blanc                    | Vots nuls i en blanc                                     | 149   | 12,01% |        |
| Total                                   | Total                                                    | 1.240 | 100%   | 10     |
| Font: http://www.eleccions.ad/escrutini |                                                          |       |        |        |

### La Massana
| Partit                                  | Partit                      | Vots  | %      | Escons |
| --------------------------------------- | --------------------------- | ----- | ------ | ------ |
|                                         | Ciutadans Compromesos (CC)  | 1.330 | 77,55% | 11     |
|                                         | Demòcrates per Andorra (DA) | 385   | 22,45% | 1      |
|                                         |                             |       |        |        |
| Vots nuls i en blanc                    | Vots nuls i en blanc        | 176   | 9,31%  |        |
| Total                                   | Total                       | 1.891 | 100%   | 12     |
| Font: http://www.eleccions.ad/escrutini |                             |       |        |        |

### Andorra la Vella
| Partit                                  | Partit                                                                      | Vots  | %      | Escons |
| --------------------------------------- | --------------------------------------------------------------------------- | ----- | ------ | ------ |
|                                         | Demòcrates per Andorra + Independents (DA+I)                                | 1.298 | 35,74% | 8      |
|                                         | Partit Socialdemòcrata + Independents (PS+I)                                | 996   | 27,61% | 2      |
|                                         | Coalició d'Independents per Andorra la Vella + Liberals d'Andorra (CDI+LDA) | 904   | 25,06% | 2      |
|                                         | Sentit Comú + Socialdemocràcia i Progrés + Independents (SC+SDP+Ind)        | 418   | 11,59% | 0      |
|                                         |                                                                             |       |        |        |
| Vots nuls i en blanc                    | Vots nuls i en blanc                                                        | 395   | 9,87%  |        |
| Total                                   | Total                                                                       | 4.002 | 100%   | 12     |
| Font: http://www.eleccions.ad/escrutini |                                                                             |       |        |        |

### Sant Julià de Lòria
| Partit                                  | Partit                                        | Vots  | %      | Escons |
| --------------------------------------- | --------------------------------------------- | ----- | ------ | ------ |
|                                         | Laurèdia en Comú (LC)                         | 991   | 50,36% | 9      |
|                                         | Liberals d'Andorra + Unió Laurediana (LDA+UL) | 977   | 49,64% | 3      |
|                                         |                                               |       |        |        |
| Vots nuls i en blanc                    | Vots nuls i en blanc                          | 458   | 18,88% |        |
| Total                                   | Total                                         | 2.426 | 100%   | 12     |
| Font: http://www.eleccions.ad/escrutini |                                               |       |        |        |

### Escaldes-Engordany
| Partit                                  | Partit                                                               | Vots  | %      | Escons |
| --------------------------------------- | -------------------------------------------------------------------- | ----- | ------ | ------ |
|                                         | Demòcrates per Andorra (DA)                                          | 1.487 | 54,97% | 10     |
|                                         | Liberals d'Andorra (LDA)                                             | 534   | 19,74% | 1      |
|                                         | Partit Socialdemòcrata + Independents (PS+I)                         | 522   | 19,30% | 1      |
|                                         | Sentit Comú + Socialdemocràcia i Progrés + Independents (SC+SDP+Ind) | 162   | 5,99%  | 0      |
|                                         |                                                                      |       |        |        |
| Vots nuls i en blanc                    | Vots nuls i en blanc                                                 | 274   | 9,20%  |        |
| Total                                   | Total                                                                | 2.979 | 100%   | 12     |
| Font: http://www.eleccions.ad/escrutini |                                                                      |       |        |        |